# اون مک‌مولین
اِوَن مَک‌مولین (به انگلیسی: Evan McMullin) (زادهٔ ۲ آوریل ۱۹۷۶، پرووو، یوتا) سیاستمدار آمریکایی است. مک‌مولین در ۴۰سالگی به‌عنوان یک نامزد مستقل وارد کارزار انتخابات ریاست‌جمهوری سال ۲۰۱۶ ایالات متحدهٔ آمریکا شد. وی که از حمایت بلوک محافظه‌کاران حزب جمهوری‌خواه برخوردار بود، از رقیبان دونالد ترامپ در میان جمهوری‌خواهان به‌شمار می‌رفت. او از سال ۲۰۰۱ تا ۲۰۱۱ برای سازمان اطلاعات مرکزی آمریکا (سیا) کار می‌کرده‌ است و در آن دوران یک کارشناس ضدتروریسم در سرویس اطلاعات خارجی بوده‌ است. وی از سال ۲۰۱۳، به‌عنوان مشاور، کار خود را در کمیسیون روابط خارجی مجلس نمایندگان ایالات متحده آمریکا آغاز کرد.

## زندگی‌نامه
نام پدر او دیوید مک‌مولین، متخصص کامپیوتر است. مادرش، لانی (بولارد) مک‌مولین، در دولت ایالتی مشغول به کار بوده و به‌عنوان مدیر اجرایی توسعهٔ اقتصادی شهر اورت – واشینگتن در سی‌مایلی سیاتل خدمت کرده‌ است.
اِوَن دوران دبیرستان را در واشینگتن گذراند. او سپس مدرک کارشناسی خود را در رشتهٔ حقوق بین‌الملل و دیپلماسی از دانشگاه بریگم یانگ (BYU) در یوتا و ام‌بی‌ای از دانشگاه بیزینس وارتون در پنسیلوانیا به دست آورد.
مک‌مولین، علاوه بر انگلیسی، به زبان‌های عربی و پرتغالی هم مسلط است. مدتی نیز در دمشق تحصیل کرده‌ است.
وی هرگز به مدت طولانی یک شغل عمومی نداشته تا دیگران بتوانند شناخت کافی درباره‌اش پیدا کنند.
براساس زندگی‌نامهٔ کوتاه او در دانشگاه پنسیلوانیا، مک‌مولین ده سال با عنوان مأمور مخفی عامل سازمان اطلاعات مرکزی آمریکا (سیا) خدمت کرده که شامل پست‌هایی در آفریقا و آسیا می‌شود. اما جاناتان لیو، سخنگوی سیا، به درخواست رسانه‌ها مبنی بر تأیید شغل او در این سازمان پاسخ نداد و از اظهارنظر خودداری کرد.
اِوَن به‌عنوان مبلّغ کلیسای مورمون هم در برزیل فعالیت داشته‌ است.
مک‌مولین، پس از پایان آموزش‌هایش در سیا، بارها و بارها به‌طور داوطلبانه برای خدمت به خارج از آمریکا اعزام شده و رهبری عملیات ضدتروریستی و اطلاعاتی در برخی از خطرناک‌ترین مناطق روی زمین ـ در خاورمیانه، شمال آفریقا و جنوب آسیا ـ را بر عهده داشته‌ است.
پس از پایان خدمت در سیا، مک‌مولین در سال ۲۰۱۱ به بخش سرمایه‌گذاری بانکی در گلدمن ساکس در منطقهٔ خلیج سانفرانسیسکو رفت؛ شرکتی که در صنایع مختلف ـ ازجمله فناوری، انرژی، کالاهای مصرفی، زیست‌فناوری، صنعتی و املاک و مستغلات ـ فعالیت می‌کند.
او در سال ۲۰۱۳ به‌عنوان «مشاور ارشد کمیتهٔ امور خارجی مجلس نمایندگان آمریکا» و اخیراً به‌عنوان «مدیر بخش سیاست‌گذاری کنفرانس جمهوری‌خواهان این مجلس» انتخاب شده‌ است.

## نامزدی در انتخابات ریاست جمهوری ۲۰۱۶ ایالات متحده
اِوَن مک‌مولین که عضو حزب جمهوری‌خواه آمریکاست، در ۸ اوت ۲۰۱۶ در انتخابات ریاست‌جمهوری ایالات متحدهٔ آمریکا سال ۲۰۱۶ به عنوان یک نامزد مستقل، اعلام حضور کرد. وی عضو کلیسای عیسی مسیح قدیسان آخرالزمان یا همان کلیسای مورمون‌هاست.

## دیدگاه‌های سیاسی
اِوَن مک‌مولین، که از اعضای حزب جمهوری‌خواه ایالات متحده است، ازجمله امضاکنندگان بیانیه‌ای بود با امضای ۵۰ کارشناس امنیتی آمریکا (همگی از بلوک جمهوری‌خواهان بودند) که تذکر می‌دادند دونالد ترامپ شایستگی و تجربهٔ لازم برای احراز پُست ریاست‌جمهوری را ندارد.